# Пета Нокона
Пета Нокона (англ. Peta Nocona; ? — 1863 или 1864) — вождь индейского племени команчей. Он был мужем известной жительницы техасского фронтира Синтии Энн Паркер и отцом Куаны Паркера.

## Биография

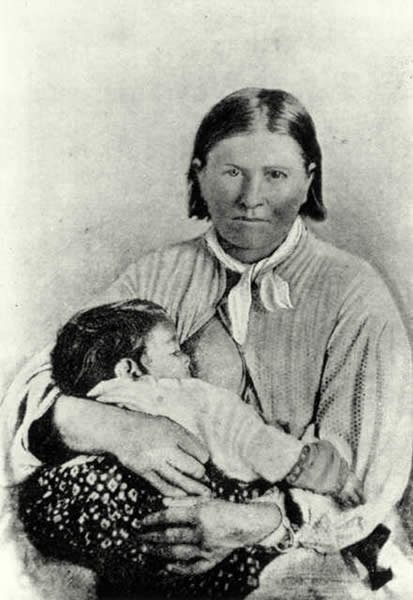
Синтия Паркер и её дочь, Топсанна, 1861 год

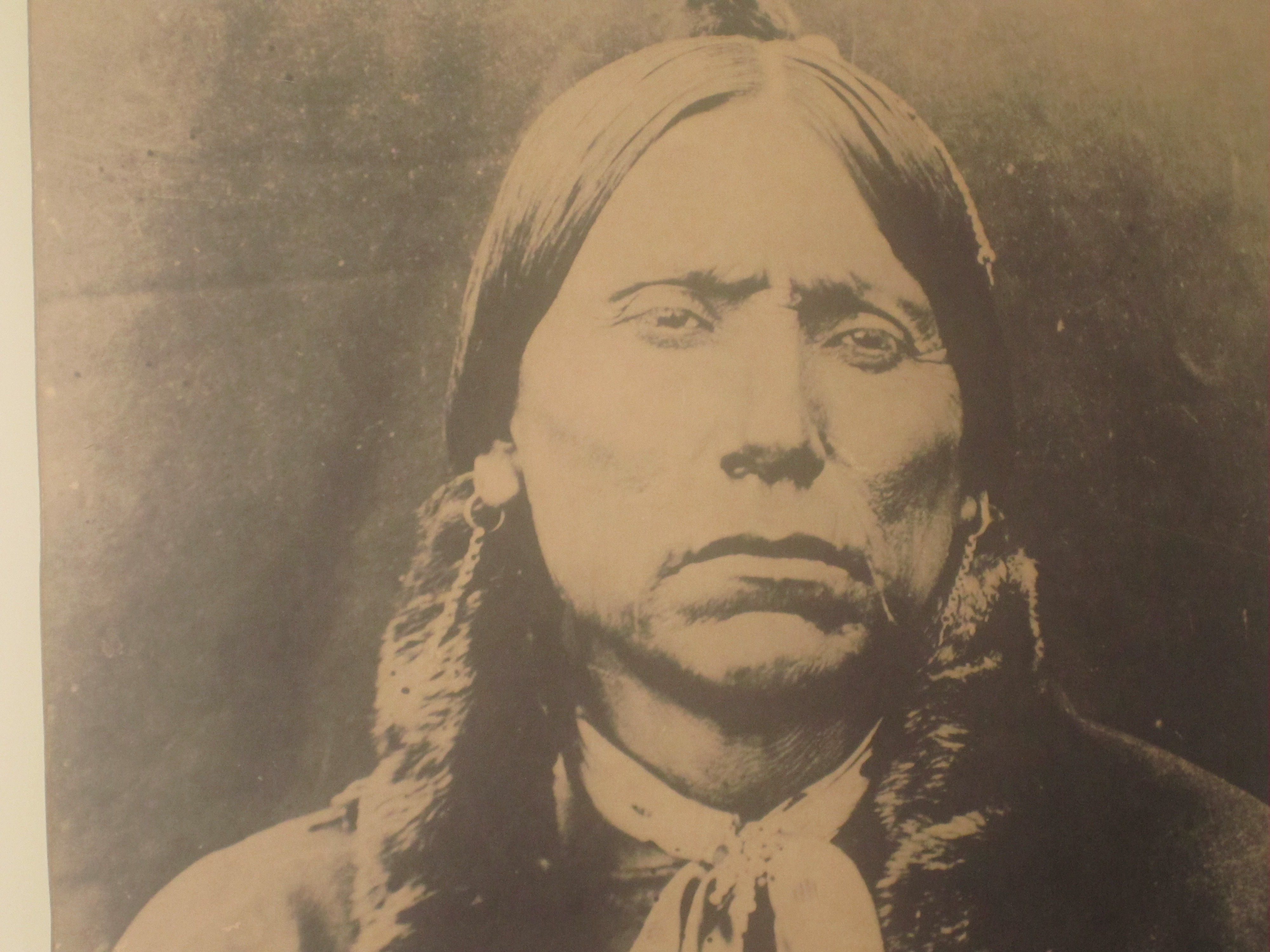
Куана Паркер, сын Петы Ноконы.

Сын вождя Железный Пиджак (англ.). Среди команчей Пета Нокона был известен как выдающийся воин, пользовавшийся большим уважением. Впоследствии, благодаря своим воинским качествам и благородству, он становится вождём нокони, одного из племён команчей.
В мае 1836 года команчи совершили рейд на форт Паркера и похитили девятилетнюю девочку и её шестилетнего брата. Девочку звали Синтия Энн Паркер.  Команчи дали ей имя Надуа, что означает Найдёныш или, по другим сведениям, Она Грациозна. Со временем команчи стали относиться к Синтии с уважением как к равной. Её мужем стал Пета Нокона. Полигамия была у команчей обычным явлением, и чем богаче и известней был воин, тем больше имел жён. Но Пета Нокона не привёл в своё типи другую женщину — Синтия всегда была его единственной женой и родила троих детей, одним из которых был Куана Паркер.
В декабре 1860 года техасские рейнджеры напали на лагерь нокони-команчей на реке Пис. Воинов в нём не оказалось, были лишь женщины, заготавливавшие бизонье мясо, и около двадцати пленников-мексиканцев. Командовал рейнджерами Лоуренс Салливан Росс. Впоследствии эта победа над двумя десятками мексиканцев принесла ему славу и помогла ему в борьбе за кресло губернатора Техаса. Жену Петы Ноконы едва не пристрелили, в последний момент один из рейнджеров заметил, что она белая женщина с голубыми глазами. Позже, Лоуренс Росс сообщил, что лично застрелил известного вождя команчей Пету Нокону, который на самом деле оказался мексиканским пленником Хо Ноконой. 
Пета Нокона умер примерно через три-четыре года после боя на реке Пис. До самой смерти он скорбел об утрате любимой жены.
В честь Петы Ноконы назван город Нокона, который находится в округе Монтегю, штат Техас.